# Gymnommopsis misionensis
Gymnommopsis misionensis là một loài ruồi trong họ Tachinidae.